# Chickasaw
Chickasaw ().- Jedno od najznačajnijih plemena američkih Indijanaca porodice Muskhogean nastanjeno u domorodačko doba na području današnjih okruga Pontotoc i Union u sjevernom Mississippiju i susjednim predjelima Alabame, koje će kasnije sredinom prve polovice 19. stoljeća postati jedno od ' Five Civilized Tribes '. Chickasaw i Choctawi su prema starim tradicijama činili jedan narod, a do razdvajanja je došlo na mjestu poznatom kao Nanih Waiya /leaning hill/, danas sveto Choctaw Indijancima. 
Prvi koji je vidio Chickasawe bio je De Soto, 1540-1541. Njihova populacija prije kontakta (1540) iznosila je oko 15,000 (Sultzman). Broj im se kasnije kreće oko 5,000. U vrijeme preseljenja u Oklahomu bilo ih je 4,914, plus 1,156 crnih robova. 
Plemena Chiskasaw, Choctaw, Creek i Seminole, sve Muskhogeani, asimilirali su mnogobrojne crnce, bijelce i pripadnike raznih nadvladanih indijanskih plemena, tako da ih je danas jako malo punokrvnih, ali njihova populacija, onih koji se deklariraju kao Chickasaw iznosi 35,000, a raste i dalje.	

## Ime
Ime chickasaw nepoznatog je značenja. Ostali nazivi za njih bili su: Ani'-Tsi'ksű  (Cherokee), Kasahá únűn (Yuchi), Tchaktchán (Arapaho), Tchíkasa (Creek), Tci'-ka-sa'  (Kansa), Ti-ka'-ja (Quapaw), Tsi'-ka-ce (Osage).

## Društvo
```
Chickasaw pripadaju grupi Jugoistočnih ratara, čija su se 'gradovi' podizala oko ceremonijalnih trgova. Njihova organizacija bila je dualna ,sa egzogamnim matrilinearnim klanovima, a 
sistem srodstva
 bio je tipa 'crow'. Dualne polovice imale su i ulogu opozicijske strane u igrama i ceremonijama. Njihov 
Harvest ceremony
 sličan je Creek svečanosti Busk Dance (ili 
Green Corn Dance
).
```

Fratrija i klan: 
I. Koi  Panterska fratrija (Panther Phratry):
- 1. Ko-in-chush (Divlja mačka; Wild Cat)
- 2. Ha tak-fu-shi. (Ptica; Bird)
- 3. Nun ni (Riba; Fish)
- 4. Is-si (Jelen; Deer).

II. Ish-pan-ee Španjolska fratrija (Spanish Phratry):
- 1. Sha-u ee (Rakun; Raccoon)
- 2. Ish-pan-ee (Španjolski; Spanish)
- 3. Ming-ko (Kraljevski; Royal)
- 4. Hush-ko ni (haškoni; Hush-ko-ni)
- 5. Tun-ni  (Vjeverica; Squirrel)
- 6. Ho-chon-chab-ba (Aligator; Alligator)
- 7. Na-sho-la (Vuk; Wolf)
- 8. Chuh-hla (Kos; Blackbird)

## Sela
Ackia, Alaoute, spominje ga samo Iberville), Amalahta, Apeonné, Apile faplimengo (Iberville), Ashukhuma, Ayebisto (Iberville), Chatelaw, Chinica (Iberville), Chucalissa, Chukafalaa, Coüi loussa, (French Memoir, 1755), Latcha Hoa (na Latcha Hoa Run, pritoka Ahoola Ihalchubba, a zapadna pritoka Tombigbee Rivera, sjeverozapadni Mississippi), Etoukouma (De Batz), Falatchao, Gouytola (Iberville), Ogoula-Tchetoka (De Batz), Onthaba atchosa (Iberville), Ooe-asa (u zelji Creeka blizu Sylacauga), Oucahata (Iberville), Oucthambolo (Iberville), Outanquatle (French Memoir, 1756), Tanyachilca (Iberville), Thanbolo (Iberville), Tuckahaw, Tuskawillao, Yaneka. 

## Vanjske poveznice
- Chickasaw History  Arhivirana inačica izvorne stranice od 12. siječnja 2008. (Wayback Machine)
- Chickasaw Indian History
- Chickasaw  Arhivirana inačica izvorne stranice od 18. lipnja 2011. (Wayback Machine)